# Nuevo León
Nuevo León, of Nieuw-León, is een deelstaat in het noordoosten van Mexico. Nuevo León grenst aan de staten Tamaulipas, Zacatecas, San Luis Potosí en Coahuila. Nuevo León heeft ook een 15 kilometer lange grens met Texas. Nuevo León heeft een oppervlakte van 64.924 km² en 5.784.442 inwoners (2020). De hoofdstad van Nuevo León is Monterrey, een belangrijk economisch centrum van Mexico. Andere grote plaatsen zijn Guadalupe en San Nicolás de los Garza die beide binnen de agglomeratie van Monterrey vallen. Andere plaatsen zijn Apodaca, Aramberri, Cadereyta Jiménez, Ciudad General Escobedo, Juárez, Linares, Sabinas Hidalgo, San Pedro Garza García en Santa Catarina.
Belangrijk voor de economie van de deelstaat is de industrie. Nuevo León is de welvarendste deelstaat van Mexico. Het scoort hoger op de UN Human Development Index dan enig Latijns-Amerikaans land. Wanneer Nuevo León een onafhankelijk land geweest zou zijn, zou het op de 32e plaats, nog voor een aantal Europese landen, staan. De plaats San Pedro Garza García heeft het hoogste gemiddelde inkomen van Latijns-Amerika. Bedrijven die in Nuevo León zijn gevestigd zijn onder andere Cemex, Bimbo, Maseca, Banorte , Grupo Alfa, Vitro, FEMSA (Coca-Cola in Latijns-Amerika) en Cervecería Cuauhtémoc Moctezuma.
In 1581 stichtte Luis de Carvajal y de la Cueva in opdracht van de Spaanse koning het Nieuwe Koninkrijk León. Tijdens de Mexicaanse Onafhankelijkheidsoorlog was Fray Servando Teresa de Mier de belangrijkste onafhankelijkheidsstrijder in Nuevo Léon. Uit onenigheid met de centralistische politiek van de Mexicaanse regering verklaarden drie noordoostelijke staten zich op initiatief van de gouverneur van Nuevo Léon in 1840 als Republiek van de Rio Grande onafhankelijk. Nog hetzelfde jaar werd deze republiek door het Mexicaanse leger verslagen. Tussen 1857 en 1864 was Coahuila onderdeel van Nuevo León.

## Gemeenten
Nuevo León bestaat uit 51 gemeenten, zie lijst van gemeenten van Nuevo León.